# Aiglsbach
Aiglsbach – miejscowość i gmina w Niemczech, w kraju związkowym Bawaria, w rejencji Dolna Bawaria, w regionie Landshut, w powiecie Kelheim, wchodzi w skład wspólnoty administracyjnej Mainburg. Leży około 27 km na południe od Kelheim, przy autostradzie A93.

## Dzielnice
W skład gminy wchodzą następujące dzielnice: Aiglsbach, Berghausen, Gasseltshausen, Oberpindhart, Pöbenhausen, Buch, Haselbuch, Gerblhäuser, Straßberg, Lindach i Moosham.

## Demografia
| Rok  | Liczba mieszk. |
| ---- | -------------- |
| 1970 | 1 216          |
| 1987 | 1 331          |
| 2000 | 1 546          |
| 2004 | 1 654          |

## Oświata
(na 2005)

W gminie znajduje się przedszkole (67 dzieci) oraz szkoła podstawowa (126 uczniów).